# Bianca Pinheiro
Bianca Pinheiro Cristaldi da Silva (Rio de Janeiro, 21 de setembro de 1987) é uma quadrinista e ilustradora brasileira.

## Biografia
Radicada em Curitiba, formou-se em Artes Gráficas pela UTFPR. Fez pós-graduação em Histórias em Quadrinhos pela Opet. Começou a publicar webcomics em 2012. Seu principal trabalho, Bear, que narra as aventuras de uma menina perdida e um urso que se torna seu amigo, teve suas histórias reunidas e publicadas em 2014, com um segundo volume sendo lançado em 2015, e o terceiro em 2016 . As aventuras da dupla foram publicadas na França pela editora La Boîte à bulles, em 2017, com o título de Raven et l'Ours.
Ganhou em 2015 o 27º Troféu HQ Mix, na categoria Novo Talento (Roteirista).
Também em 2015, sua HQ Dora foi apresentada em forma de leitura encenada no projeto Cena HQ, em Curitiba.
Participou como convidada no Festival Internacional de Quadrinhos em Novembro de 2015, onde lançou seu segundo livro independente, a HQ 'Meu Pai é um Homem da Montanha', dessa vez em parceria com Gregório Bert.
Também no FIC BH 2015, Sidney Gusman anunciou que Bianca Pinheiro faria a Graphic MSP inédita da Mônica.
Em fevereiro de 2016 foi convidada pelo Itamaraty a participar da Feira Internacional do Livro de Gotemburgo, que ocorreu entre os dias 22 e 25 de setembro..
Ganhou em 2017 o 29º Troféu HQ Mix na categoria Troféu HQ Mix - Publicação infantojuvenil  pela Graphic MSP Mônica - Força.
Ganhou em 2018 o 30º Troféu HQ Mix na categoria Troféu HQ Mix - Publicação independente e HQ Mix - Publicação independente edição única pela HQ Alho-Poró.
APCA anuncia os melhores de 2018 - Troféu APCA na categoria Literatura > Infantil / Juvenil / Quadrinhos: "Eles estão por aí" (Todavia)..
Participou com uma HQ - A Hora da Bruxa - no jornal O Tiraço, contemplado pelo edital Arte em Toda Parte - Ano II, lançado pela Fundação Gregório de Mattos, órgão da Prefeitura de Salvador. .
Entrevistada para o livro 'Flerte da Mulher Barbada', de Wagner Willian, pela Editora Veneta, em novembro de 2016 .
Livros onde atuou como ilustradora:
- 2013 - Livro Mônica(s) - Editora Panini[17].
- 2015 - Palavras Palabras, de Lucio Luiz, pela editora Marsupial, em junho de 2015.[18].
- 2017 - Blade Runner - Edição Comemorativa - 50 anos.[19].

## Obras
- 2014 - Bear Volume 1 (Editora Nemo)
- 2014 - Dora (edição independente)[20][21]
- 2015 - Bear Volume 2 (Editora Nemo)
- 2015 - Meu Pai é um Homem da Montanha (edição independente)[22]
- 2016 - Bear Volume 3 (Editora Nemo)
- 2016 - Mônica - Força (Panini, coleção Graphic MSP)[23]
- 2016 - Dora (Editora Mino, relançamento)[24]
- 2017 - Alho-Poró (edição independente)[25][26]
- 2018 - Eles Estão por Aí (Todavia) - com Greg Stella[27]
- 2019 - Mônica - Tesouros (Panini, coleção Graphic MSP)[28]
- 2019 - Sob o Solo (Pipoca & Nanquim) - com Greg Stella[29]